# Альбертенго, Лукас
Лу́кас Альберте́нго (исп. Lucas Albertengo; родился 30 января 1991 года, Эгаскуиса, Аргентина) — аргентинский футболист, нападающий клуба «Институто».

## Биография
Альбертенго — воспитанник клуба «Атлетико Рафаэла». 16 марта 2013 года в поединке Кубка Аргентины против «Банфилда» Лукас дебютировал за основной состав. 13 апреля 2013 года в матче против «Архентинос Хуниорс» он дебютировал в аргентинской Примере. 18 августа в поединке против «Бока Хуниорс» Альбертенго забил свой первый гол за «Атлетико Рафаэла». Всего в том сезоне он забил 11 мячей, став одним из лучших снайперов команды.
В начале 2015 года Альбертенго перешёл в «Индепендьенте». Сумма трансфера составила 3 млн евро. 15 февраля в матче против «Ньюэллс Олд Бойз» он дебютировал за новую команду. В этом же поединке Лукас сделал «дубль», забив свои первые голы за «Индепендьенте». 17 сентября в матче Южноамериканского кубка против «Арсенала» из Саранди Альбертенго забил гол. 30 сентября в поединке Южноамериканского кубка против парагвайской «Олимпии» он порвал связки на колене и выбыл из строя на восемь месяцев. В 2017 году Лукас помог клубу завоевать Южноамериканский кубок.
В начале 2018 года Альбертенго на правах аренды перешёл в мексиканский «Монтеррей». 12 марта в матче против «Сантос Лагуна» он дебютировал в мексиканской Примере. 22 апреля в поединке против Лобос БУАП Лукас забил свой первый гол за «Монтеррей».

## Достижения
Командные
 «Индепендьенте»
- Обладатель Южноамериканского кубка — 2017